# Klaverzuringroest
De klaverzuringroest (Puccinia oxalidis) is een heteroecische roest die tot de Basidiomycota behoort. De schimmel is een endoparasiet van Berberis-soorten en van klaverzuringsoorten.

## Levenscyclus
De schimmel heeft een ingewikkelde cyclus, waarbij Berberissoorten de primaire waardplanten zijn. De schimmel tast ook het blad van de secundaire waardplant, de klaverzuring aan. Op de klaverzuringsoorten worden teleutosporen, basidiosporen en urediniosporen gevormd en op Berberis-soorten spermatiën op de bovenzijde van het blad en aecidiosporen op de onderzijde.

## Morfologie
De geeloranje uredinia groeien meestal op de onderkant van de bladeren en soms ook op de stengels. De geeloranje, 15-20 × 13-17 μm urediniosporen zijn bijna bolvormig tot ellipsvormig en bezet met stekels. De wasachtige telia groeien ook op de onderkant van de bladeren. De tweecellige teleutosporen hebben een korte steel.

## Foto's

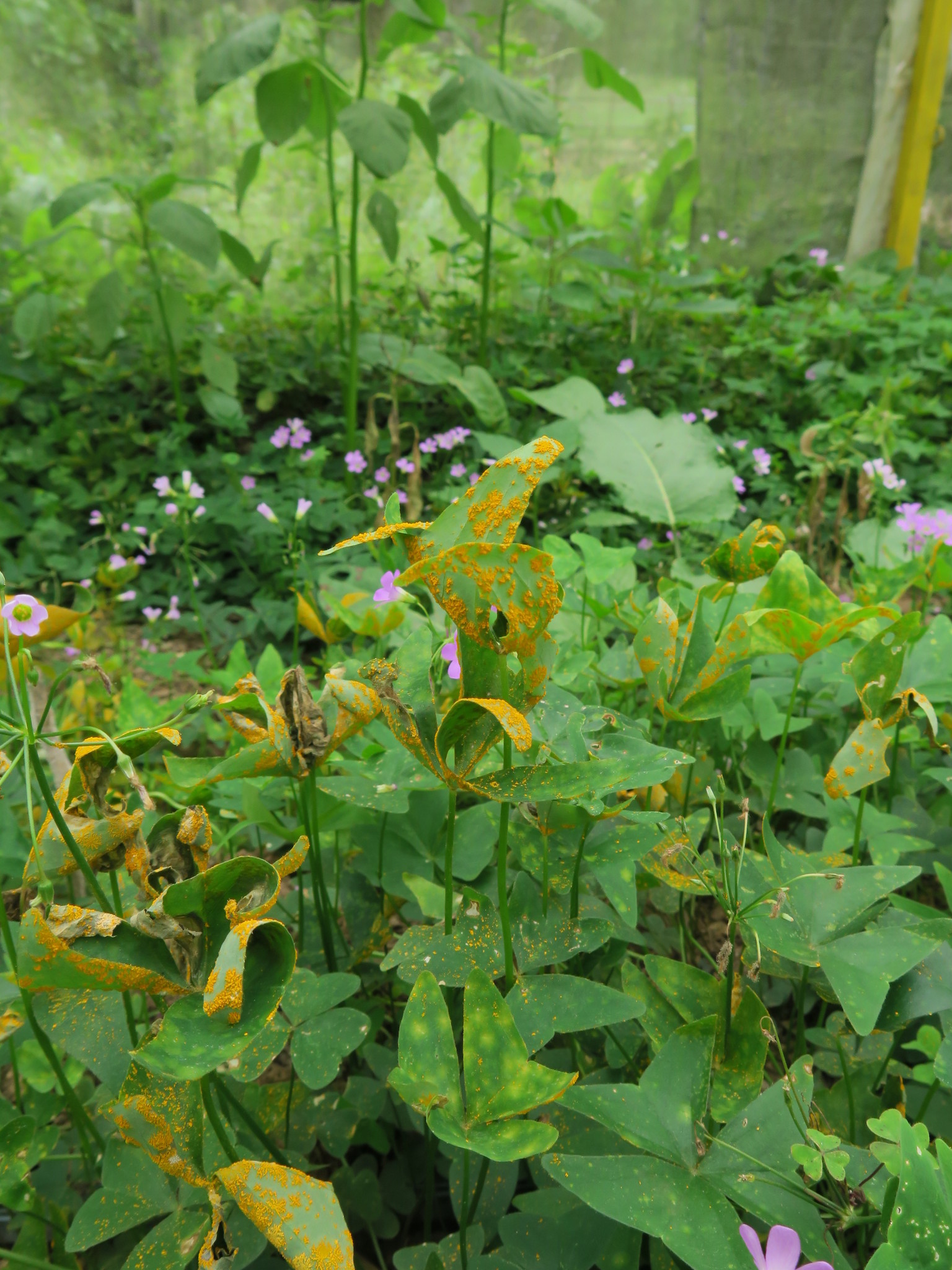
Aangetaste planten
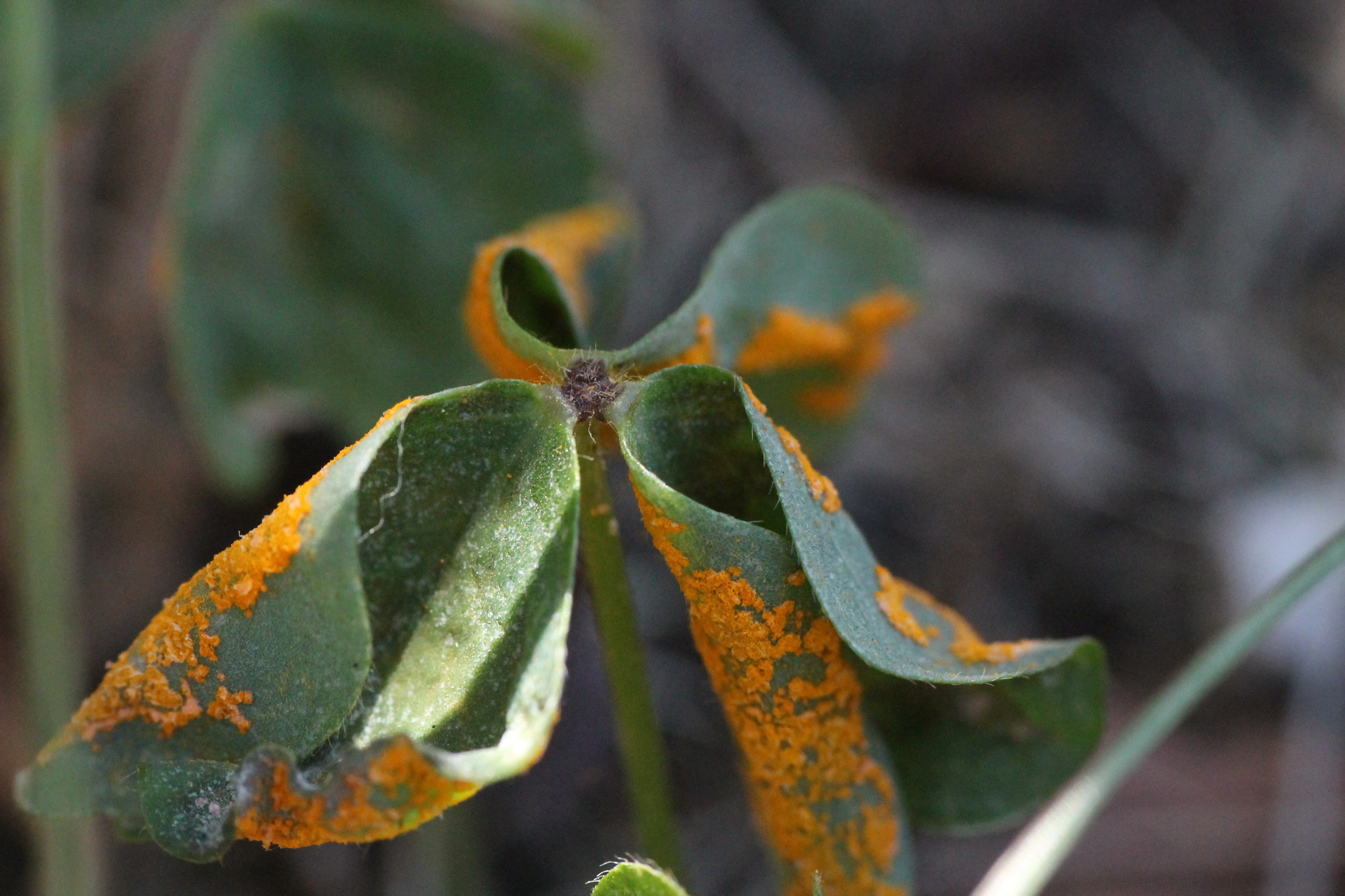
Uredinia
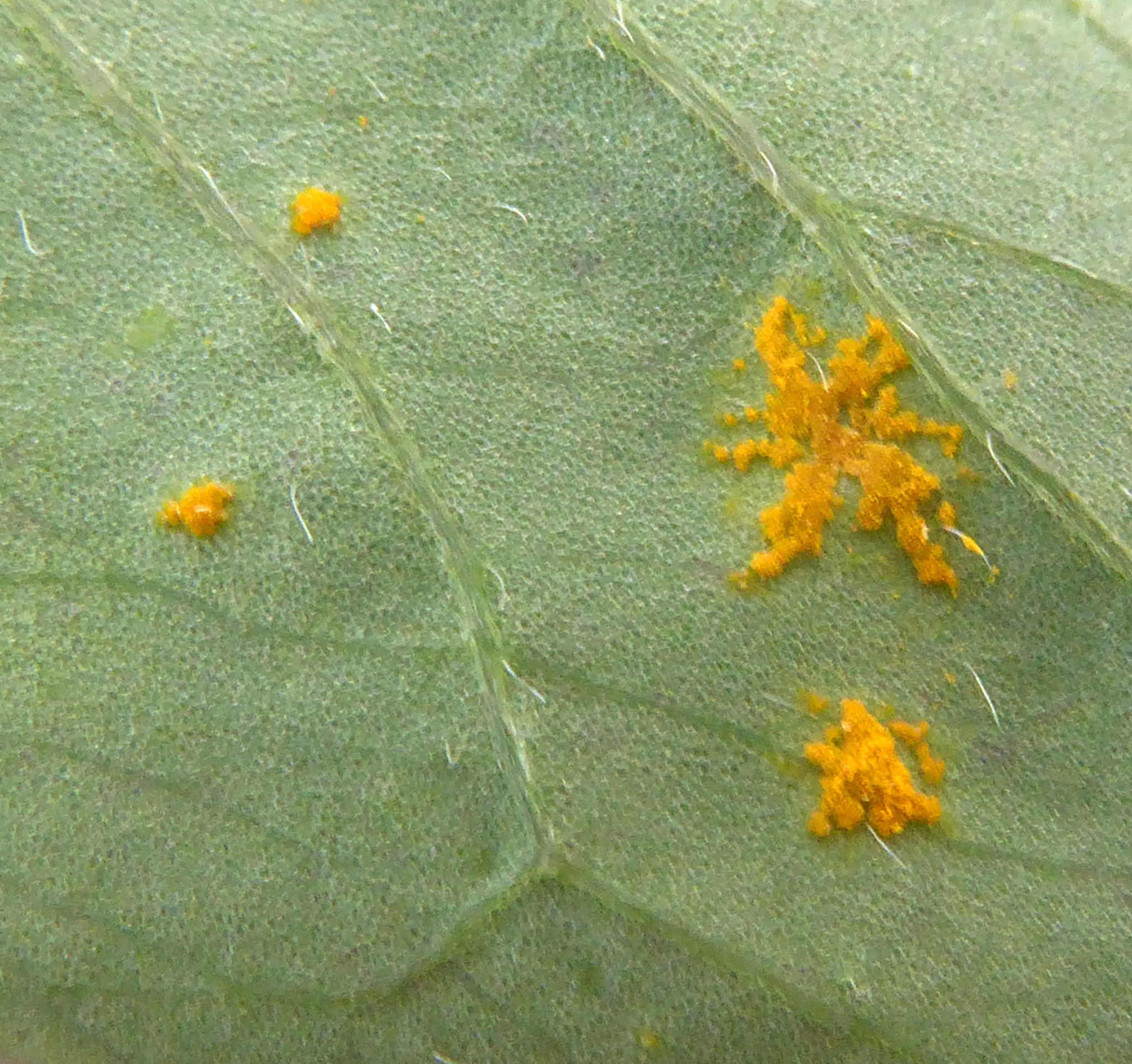
Uredinia
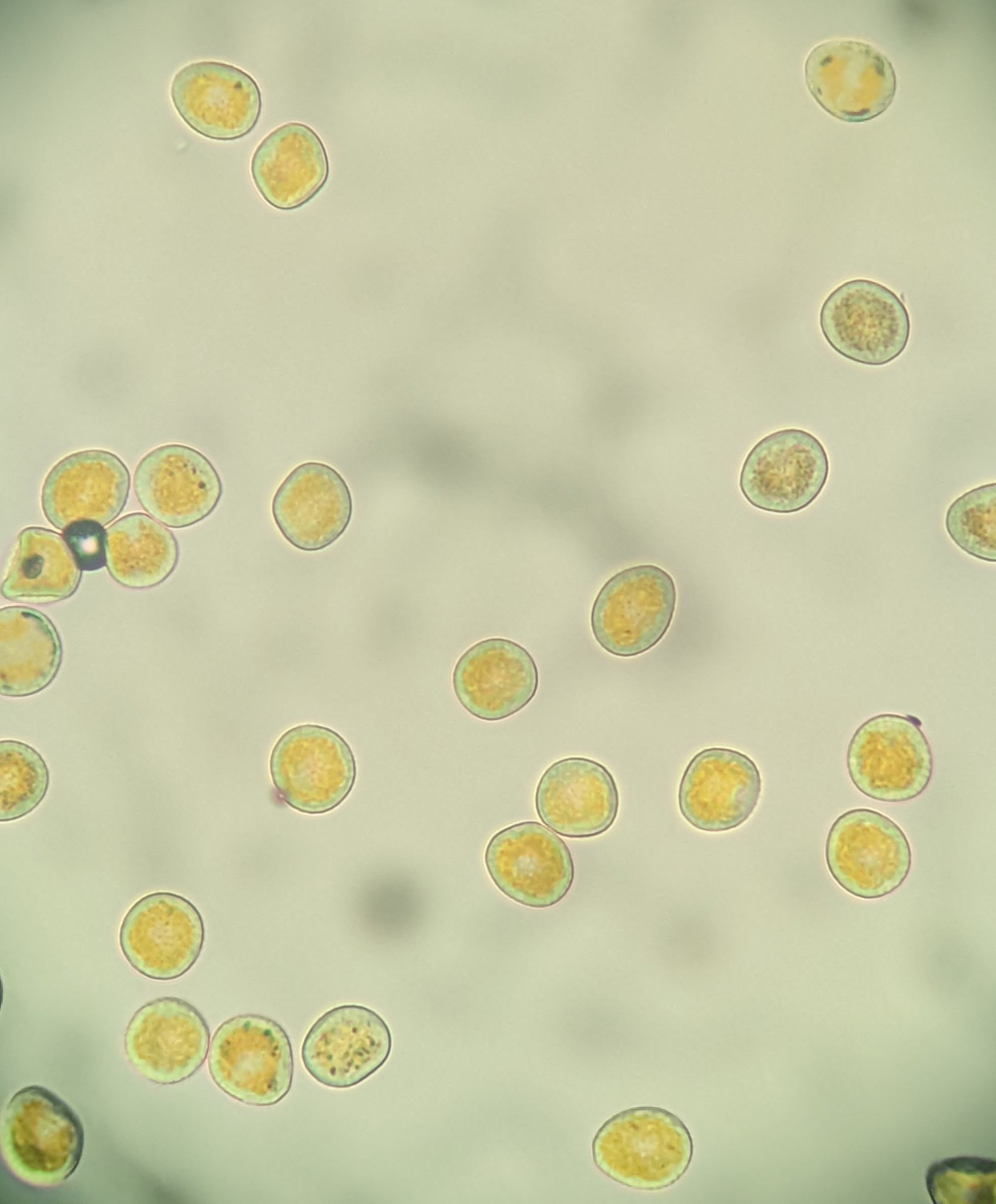
Urediniosporen